# Ivica Todorov
Pour les articles homonymes, voir Todorov (homonymie).
Ivica Todorov (en serbe en écriture cyrillique : Ивица Тодоров) est un joueur puis entraîneur de football serbe et français né le 4 juillet 1950 à Zrenjanin (Voïvodine, Yougoslavie aujourd'hui Serbie).

## Biographie
Joueur très prometteur, Ivica Todorov fuit le communisme yougoslave en 1973. Malgré ses qualités, ses choix de carrière ne l'amèneront pas à faire la carrière professionnelle espérée. C'est à l'âge de 33 ans qu'il raccrochera définitivement les crampons pour embrasser totalement une carrière d'entraîneur déjà entamée alors qu'il a 28 ans. 
Il connaît sa première expérience à la tête d'une équipe professionnelle avec le Stade Français, en remplacement de Claude Dusseau. En 1985, il rejoint le Limoges FC, alors que la presse sportive française lui colle l'étiquette de « Docteur ès équipes en difficulté » parce qu’il aurait le don de les faire remonter au classement des championnats. C'est lors de cette même saison 1985-1986 qu'il réalisera l'exploit, à la tête du club limougeaud, d'éliminer le FC Nantes en 32e de finale de la Coupe de France, aux tirs au but.
Il va ensuite « rouler sa bosse » un peu partout en Europe, en Afrique, en Asie, devenant un « vieux routier » du football mondial. En 25 années de coaching au plus haut niveau, il a remporté 6 titres de champion national, 1 coupe nationale et a connu 4 accessions. 
En dépit d'un beau parcours, ayant permis au Congo de passer très près de la qualification dans un groupe relevé, et du soutien de ses joueurs, Ivica Todrov quitte la sélection congolaise au printemps 2009. Il fait une nouvelle fois à cette occasion preuve de son fair-play salué par la presse.
Après quelques mois d'inactivité, il est nommé en septembre 2009 à la tête du club marocain du Moghreb de Tétouan.
Il ne conserve son poste que quelques semaines, victime d'une "valse des entraineurs" dans ce club, en dépit de débuts très encourageants.
À l'automne 2010, il retrouve son poste de sélectionneur du Congo et conduit las Diables Rouges à la victoire
En août 2012, il est nommé entraineur du club de l'AS Mangasport au Gabon 
Il a précédemment suivi le camp national du Congo, un travail qu'il a pris en avril 2008. Il a précédemment géré quelques équipes françaises, l'équipe nationale du Burkina Faso, ainsi que les clubs, y compris le Maghreb Fès et Wydad Casablanca du Maroc et le FC 105 Libreville du Gabon.
En juillet 2017, il est nommé entraineur du CR Belouizdad.

## Carrière

### Joueur
- 1967-1969 : Proleter Zrenjanin  Yougoslavie
- 1969-1972 : RFK Novi Sad  Yougoslavie
- 1972-1973 : Étoile Rouge de Belgrade  Yougoslavie
- 1973-1975 : DJK Konstanz  Allemagne
- 1975-1976 : Limoges FC  France
- 1976-1977 : Royal Excelsior Mouscron  Belgique

### Entraîneur-joueur
- 1977-1979 : US Pont l'Abbé
- 1979-1983 : Stade Français (Centre de formation)

### Entraîneur
- Nov.1983-1985 :  Stade Français
- 1985-1986 :  Limoges FC
- 1989-Déc.1990 :  Cercle Football Dijon (remplacé en décembre 1990)
- 1992-Déc.1993 :  AS Lyon-Duchère
- 1993-1994 :  Stade brestois
- 1995-1996 :  AS Salé
- 1996-1997 :  Maghreb de Fès
- 1997-1998 :  KCM Marrakech
- 1998-1999 :  FUS Rabat
- 1999-2000 :  Al Ahly
- 2000-2001 :  Al Shabab Riyad
- 2001-2002 :  Étoile du Sahel de Sousse
- 2003-Fév.2004 :  Wydad de Casablanca
- Avr.2004-Jan.2005 :  Équipe nationale du Burkina Faso
- 2006-Jan.2008 :  FC Canon Libreville
- Jan.2008-Mai 2009 :  Équipe nationale du Congo
- 2009-Déc.2009 :  Moghreb de Tétouan
- Jan.2010-Nov.2010 :  Équipe nationale du Congo
- Nov.2011-Avr. 2011 :  Al Moqaouloun al-Arab
- juillet-2017                        CR Belouizdad

## Palmarès

### De joueur
- Champion de Yougoslavie en 1973 (Étoile rouge de Belgrade).

### D'entraîneur
- Champion de Gabon en 2007 (Football Canon 105 de Libreville).
- Vainqueur de la Supercoupe du Gabon en 2007 (Football Canon 105 de Libreville).
- Vainqueur de la Coupe d'Asie des vainqueurs de coupe en 2001 (Al Shabab Riyad).
- Finaliste de la Super Coupe d'Asie en 2001 (Al Shabab Riyad).
- Vainqueur de la Supercoupe arabe en 2001 (Al Shabab Riyad).
- Vice-champion de Tunisie en 2002 (ES Sahel).
- 8e de finales de la Coupe de la CAF 2002 (ES Sahel).
- Vice-champion du Maroc en 1998 (Kawkab de Marrakech).